# Місто Півмісяця (серія)
«Місто Півмісяця» (англ. Crescent City) — серія фентезійних книг Сари Дж. Маас, авторки серії «Двір шипів та троянд». «Місто Півмісяця» розповідає про Брайс Куінлан, дівчину-напівфейрі-напівлюдину та її життя на Мідгарді. Станом на 2024 рік серія включає три книги: «Дім Землі та Крові», «Дім Неба і Подиху» та «Дім Полум'я та Тіні». До серії буде додано четверту книгу; однак офіційна дата не була оголошена.
Український переклад публікує видання Nebo BookLab Publishing.

## Книги
| № | Оригінальна назва         | Український переклад | Дата оригінальної публікації | Кількість сторінок | Деталі українського видання | ISBN                                                 |
| --- | ------------------------- | -------------------- | ---------------------------- | ------------------ | --- | ---------------------------------------------------- |
| 1 | House of Earth and Blood  | Дім Землі та Крові   | 3 березня 2020 р             | США: 816Укр.: 880  | Головна редакторка Катерина Манакова Артдиректорка Ганна Болотна Головна дизайнерка Антоніна Миколенко Перекладачка Юлія Підгорна Літературний редактор Андрій Мартиненко Ілюстрації Тараса Копанського Ілюстрація на обкладинці Карлоса Кеведо Верстка Альони Олійник | США: ISBN 9781635577020 Укр.: ISBN 978-617-8383-36-7 |
| Брайс Квінлан любить своє життя; вона працює весь день і гуляє всю ніч, поки її найкращу подругу не вбиває демон. Тепер її звинувачують і змушують розслідувати вбивство разом із Гантом Аталаром, Занепалим ангелом, який є рабом Архангелів. Якщо він знайде вбивцю, його відпустять. Брайс і Гант повинні працювати разом, щоб знайти демона, який, здається, захоплює Кресент-Сіті. |                           |                      |                              |                    | |                                                      |
| 2 | House of Sky and Breath   | Дім Неба і Подиху    | 15 лютого 2022 р             | США: 816Укр.: 840  | Випускова редакторка Катерина Манакова Артдиректорка Ганна Болотна Головна дизайнерка Антоніна Миколенко Перекладачка Дар'я Беззадіна Літературний редактор Христина Кіт Ілюстрації Тараса Копанського Ілюстрація на обкладинці Карлоса Кеведо Верстка Альони Олійник  | США: ISBN 9781639731756 Укр.: ISBN 978-617-8383-08-4 |
| Брайс Квінлан і Гант Аталар хочуть жити нормальним життям. Астері поки що залишили їх у спокої, і вони просто хочуть відпочити. Проте повстанці не збавляють обертів проти Астері, і Брайс та її друзів втягують у плани повстанців. |                           |                      |                              |                    | |                                                      |
| 3 | House of Flame and Shadow | Дім Полум'я та Тіні  | 30 січня 2024 р.             | 848 сторінок       | | ISBN 9781635574104                                   |
| Брайс Квінлан опиняється в іншому світі, і все, що вона хоче, це повернутися до Мідгард і Ганта. Вона повинна вирішити, кому вона може довіряти, і сподіватися, що вона зможе знайти дорогу додому. У той же час Гант опиняється там, де ніколи не хотів бути; підземелля Астері. Він може думати лише про те, де Брайс і чи вона в безпеці; однак він не може нічого зробити в руках Астері, якщо не втече. Тепер, коли вони знають правду про Астері, майбутнє Мідгарду залежить від них. |                           |                      |                              |                    | |                                                      |